# Glacier des Nantillons
Le glacier des Nantillons est un glacier français situé dans les Alpes. Il culmine à 3 292 m d'altitude, au col des Nantillons, et se termine vers 2 500 m. Le glacier peut se diviser en deux parties, la partie supérieure, semblable à un glacier suspendu, bien visible, et la partie inférieure, moins raide, la langue terminale. Tout comme le glacier de Blaitière et le glacier des Pèlerins, il a édifié au petit âge glaciaire de grandes moraines, qui masquent la partie basse du glacier.

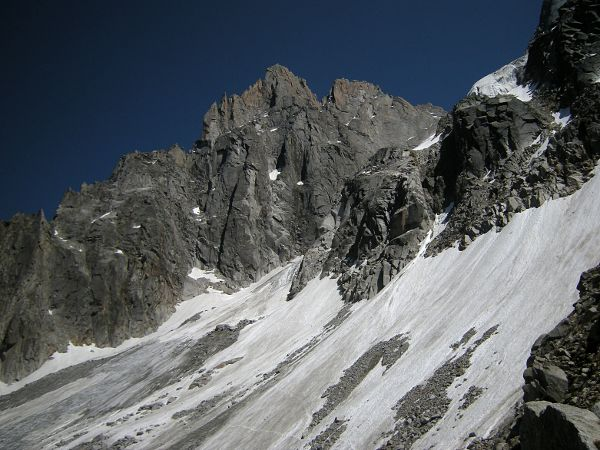
Partie inférieure du glacier des Nantillons au pied de l'aiguille des Grands Charmoz